# Prosetín (okres Žďár nad Sázavou)
Prosetín (německy Prosetin) je obec v okrese Žďár nad Sázavou v Kraji Vysočina. Žije zde 360 obyvatel. Severně od obce se nachází přírodní památka Kocoury.

## Historie
První písemná zmínka o obci pochází z roku 1349.

## Obyvatelstvo
| Rok            | 1869 | 1880 | 1890 | 1900 | 1910 | 1921 | 1930 | 1950 | 1961 | 1970 | 1980 | 1991 | 2001 |
| Počet obyvatel | 701  | 799  | 763  | 789  | 827  | 752  | 703  | 529  | 519  | 449  | 426  | 413  | 428  |

## Školství
- Základní škola a Mateřská škola Prosetín

## Pamětihodnosti
- Římskokatolický kostel svaté Markéty, prostá obdélná stavba z 18. století se samostatně stojící věží
- Evangelický kostel sboru Českobratrské církve evangelické, toleranční stavba s věží v průčelí a hřbitovem okolo

## Rodáci
- Tomáš Juren (1750–1829), evangelický písmák a učitel

## Části obce
- Prosetín
- Brťoví
- Čtyři Dvory